# Assurance contre les risques climatiques
L'assurance contre les risques climatiques est un sujet croissant de préoccupation dans le monde car le dérèglement du climat   engendre depuis quelques décennies une hausse sensible de la sinistralité et de ses coûts sur toute la planète, dont en France, Belgique, Suisse, au Canada... Et au vu des émissions globales de GES d'une part, et du manque d'anticipation et d'adaptation au réchauffement climatique d'autre part, tous les travaux de prospective (ceux du GIEC et de Météo-France notamment), prévoient pour 2050, 2100 et au-delà une aggravation des aléas climatiques et de leurs effets tout au long du XXIe siècle et au-delà). Selon France Assureurs (2022), le coût annuel moyen des dégâts climatiques a plus que triplé en 5 ans entre 2017 et 2022.

## Contexte, constats
Depuis le Sommet de Rio et le  Protocole de Kyoto, les émissions de CO2 ont continué à croître régulièrement, et l'humanité s'éloigne des objectifs de l'Accord de Paris de la COP 21. En 2023, la France annonce elle-même préparer une nouvelle stratégie d'adaptation à +4°C en 2100, au lieu du 1,5 espéré. 
Les assureurs s'attendent donc à des aléas climatiques s'aggravant en termes de fréquence et de gravité, avec notamment les sécheresses, tempêtes, orages, inondations, submersions marines, mouvements de sol, dégradation d'infrastructures qui auront des coûts environnementaux, sociaux, économiques et assurantiel croissant, y compris à l'horizon 2050 et bien au-delà du siècle . 
Avec le dépassement des limites planétaires, des points de bascule pourraient en outre être rapidement franchis, probablement irréversibles aux échelles humaines de temps. 
En 2022, un rapport du Forum économique mondial intitulé “Global Risk Report 2022”, classait la crise climatique comme première menace à long terme pour le monde ; et en 2ème place parmi les plus grandes menaces pesant sur les compagnies d'assurance (derrière le risque de cyberattaque et devant le risque de nouvelles pandémies).
Dans l'U.E, dans la lignée de Bâle II, la Directive Solvabilité II (2009) impose aux assureurs et réassureurs d'adapter leurs fonds propres à la hauteur du risque rencontré dans leur activité, avec comme date d'effet le 1er janvier 2016. 
Aux États-Unis notamment, en zone d'exposition forte et/ou très forte aux cyclones, les assureurs commencent à refuser d'assurer certains sinistres ; et en France, ils souhaitent avoir une liberté de fixation des primes et franchises d’assurance du régime d’indemnisation des catastrophes naturelles.
Cette situation inquiète les assurés, les assureurs, les sociétés de courtage en réassurance et leurs réassureurs, ainsi que les collectivités et d'autres acteurs de la société, car partout dans le monde les assurés pourraient avoir de plus en plus de mal à s'assurer contre le risque dit « climatique ». Les régimes d’indemnisation des catastrophes naturelles pourraient évoluer pour notamment intégrer des contraintes de prévention et d'adaptation au changement climatique. Les modélisations sur lesquelles se basent les assureurs doivent être améliorées, pour notamment intégrer les synergies probables entre ces nouveaux facteurs de risques, et avec les autres risques existants.
On constate un déséquilibre structurel croissant , entre :  
1. les ressources des régimes d'assurance contre les catastrophes climatiques et naturelles (ex : surprimes catastrophes naturelles...) ;
2. leurs charges (sinistralité, frais de gestion des contrats et des sinistres, coûts des garanties d’État aux réassureurs, coûts d’immobilisation des fonds propres nécessaires à la solvabilité des assureurs...).

Ce déséquilibre a été estimé à environ 1.200 M€ pour l'année 2024 .

## Place et rôle des assureurs
Les assureurs et réassureurs ont depuis les débuts de la révolution industrielle joué un rôle complexe et ambigu en ce qui concerne les réchauffement climatique et les émissions de gaz à effet de serre (GES).
- D’une part, ils comptent parmi ceux qui sont ou seront en première ligne pour aider les citoyens, collectivités, entreprise à financer une partie des coûts du dérèglement climatique, car leur raison d'être est d'indemniser les sinistres. « Le secteur de l’assurance et la réassurance est plutôt en avance par rapport à de nombreux autres secteurs en termes d’utilisation de modélisations climatiques, mais les investissements sont très variables selon les acteurs, la réassurance, publique notamment, restant l’utilisatrice la plus avancée de modèles de bonne qualité »[5]. Or la gravité et l'ampleur des dommages du dérèglement anthropique du climat, ainsi donc que les coûts déclarés augmentent constamment depuis les années 1970 : ils ont été multipliés par 7 entre la décennie (1970-1979) et la décennie (2010-2019), atteignant ainsi (au total) 1 381 milliards de dollars.

- D’autre part, historiquement, en tant qu’investisseurs de long terme, les assureurs ont soutenu les industries extractives (et pétrogazières en particulier). Ils l'ont longtemps fait sans intégrer les externalités négatives pour l'environnement dans leur calculs et méthodes d'analyse de risque. Et ils n'ont pas imposé que les entreprises assurées tiennent compte de leurs incidences négatives sur le climat, ni sur la santé environnementale.

Les assureurs ont un rôle à jouer, qu'ils revendiquent pour certains, dans le soutien à la transition écologique et aux stratégies d'adaptation. En France, par exemple, dans le cadre de la loi de 2015 pour la Transition Énergétique et la Croissance Verte, ils sont invités à orienter leurs investissements vers des projets contribuant à cette transition1. Fin 2021, les placements verts des assureurs s’élevaient à 141 milliards d’euros, contre 50 milliards en 2017.
Cependant, dans le même temps, y compris en France par exemple, où « d’une part les assureurs peuvent être tentés, pour se protéger, d’adopter des stratégies d’évitement des zones à plus forte exposition aux aléas naturels. D’autre part, ni la CCR ni l’État ne perçoivent les moyens de financer leur propre protection, interne ou externe, face aux évènements extrêmes. »P. 45[réf. nécessaire]
En 1992, année du Sommet de la Terre de Rio, après le passage de l’ouragan Andrew aux Etats-Unis, une douzaine de compagnies d'assurance ont fait faillite car, ayant sous-estimé ce type de risque, elles n'avaient pas provisionné assez de fonds propres pour faire face aux besoins d’indemnisation. En réponse, une partie du financement du risque climatique a alors été transféré vers les marchés de capitaux ; des banques et réassureurs ont émis des Cat Bonds (ou « obligations catastrophes », qui sont des titres fiananciers qui affichent un rendement plus élevé, mais en contrepartie de l’absence de remboursement du principal en cas de survenance d’une catastrophe naturelle avant l’échéance. On parle alors de déclenchement du défaut de l’obligation, ce qui permet de couvrir les pertes de l’assureur ou du réassureur consécutives à l’indemnisation du sinistre). Décorrélés de la conjoncture économique, ils permettent  de diversifier les portefeuilles des investisseurs, parmi lesquels figurent des acteurs de l’assurance.

## En France
Le régime assuranciel vis à vis du risque climatique, présente en France, quelques spécificités  :
1. couverture d’assurance : une garantie obligatoire contre les catastrophes naturelles est incluse dans tous les contrats d’assurance auto, habitation et professionnels. C'est l'Etat qui fixe les surprimes et franchises, ce qui libère l’assureur de toute tarification commerciale.
2. Réassurance : la Caisse Centrale de Réassurance  (CCR) offre une couverture large et stable aux assureurs (ellle transfère 50% des risques à toutes les compagnies d’assurances opérant en France ; elle offre une protection complète et illimitée au-delà d’une rétention souvent fixée à 200% des primes conservées, ce qui réduit  la volatilité pour les assureurs et donc leur besoin de fonds propres. Depuis le début du XXIe siècle, la CCR, travaille avec des instituts scientifiques, a créer des modèles robustes pour mieux gérer le risque lié aux catastrophes naturelles. Mias les réassureurs privés et fournisseurs spécialisés semlent peu intéressés à investir dans ce type de modélisation alors qu'il leur serait utile de modéliser le risque sismique, cyclonique ou d'inondation, pour mieux identifier les zones à haut risque pour les personnes, entreprises, collectivités.
3. Reconnaissance des catastrophes naturelles : il faut un arrêté ministériel spécifique pour reconnaître un état de catastrophe naturelle ; d'où un risque pour les réassureurs, que seule la CCR semble capable d’assumer à long terme. Certains évènements naturels sont classés hors du régime Cat Nat (tempêtes, cyclones de faible intensité, grêle).

En 2024, il existe un déquilibre du régime d’indemnisation des catastrophes naturelles. Il est estimé à 1 200 M€ par an (à climat actuel). Il va probablement se traduire par une « hausse à court terme et une indexation de la surprime catastrophes naturelles incontournables pour rééquilibrer le Régime dans la durée (...) et une indexation des franchises, classique en assurance »
Prospective : le dérèglement climatique « implique une dérive des coûts des sinistres, estimée autour de 1% pour le régime CatNat jusqu’à 2050 ». La Caisse centrale de réassurance (CCR) s'attend en 2024 à une hausse de la sinistralité du seul fait du climat, comprise entre +27% et +62% en moyenne à horizon 2050, sachant que certaines zones, plus vulnérables, seront plus exposées aux risques climatique. En France, en 2024, un rapport (daté de décembre 2023) a été publié, définissant 11 objectifs et produit 37 recommandations 

## Risques aggravés (et potentiellement synergiques)
A court, moyen et long termes, ce sont principalement[réf. nécessaire] :
- sécheresse et diverses formes de stress hydrique,
- retrait-gonflement des argiles (RGA) et autres mouvements ou glissements de terrain,
- incendies de forêt,
- épisodes cévenols, derechos,
- inondations,
- submersion marine,
- cyclone,
- tempête (dont tempêtes non couvertes par le régime Cat Nat[Quoi ?] (hors vents cycloniques),
- grêle,
- pollution,
- épidémie,
- migrations (réfugiés climatiques) ...

Les assureurs doivent mieux quantifier et mettre en balance « les bénéfices de l’adaptation et les effets négatifs des pratiques mal-adaptatives »[réf. nécessaire] ; le rapport interministériel 2024 insiste sur le fait « le risque qu’un événement unique extrêmement couteux survienne à n’importe quel moment existe bel et bien. Pour tous ces risques, la recommandation des
experts du climat est de réaliser des tests de résistance. Pour l’assurance récolte, ce type de test de résistance existe déjà avec l’hypothèse d’une sécheresse de 3 ans dans les tests de l’ACPR » .

## Évolution des systèmes assurantiels face au réchauffement
Concernant l’assurance de dommages aux biens et/ou aux personnes, de nombreux pays ont des systèmes d'assurance (« modèles actuariels ») fonctionnant, dans une certaine mesure sur le principe du marché, mais également encadrés par l’État. Le principe pollueur-payeur est peu mobilisé dans le domaine du climat, et les pays pauvres qui sont les moins émetteurs de gaz à effet de serre sont aussi les plus touchés par le réchauffement, et souvent aussi les plus vulnérables et souvent les plus démunis face aux catastrophes climatiques et au dérèglement du climat.
Terminer et mettre à jour la cartographie hiérarchisée des zones d’exposition majeure à un ou plusieurs des grands risques climatiques, pour y renforcer la responsabilisation des assureurs et assurés, en y renforçant les mesures de prévention.

## Modélisations et assurance
Pour modéliser les risques climatiques en assurance, les assureurs utilisent 2 types de modèles :
1. modèles dits “de retour d'expérience” : basés sur l’historique des sinistres, ils cherchent à prédire la fréquence de retour des crises (ex : crues centennales) et le coût des futurs sinistres. Ils sont simples et peu coûteux, mais dépassés, car de moins en moins adaptés au contexte des crises climatiques et de la biodiversité, et ils ratent de plus en plus d'événements rares et extrêmes.
2. Modèles stochastiques : basés sur des tendances et indicateurs climatiques, leurs prédictions sont meilleurs, mais ils sont plus complexes et coûteux. Ils permettent de faire des tests de sensibilité à différents scénarios climatiques. Ils pourraient être améliorés par l'Intelligence artificielle.